# العلاقات الفلبينية النيوزيلندية
العلاقات الفلبينية النيوزيلندية هي العلاقات الثنائية التي تجمع بين الفلبين ونيوزيلندا.

## مقارنة بين البلدين
هذه مقارنة عامة ومرجعية للدولتين:
| وجه المقارنة                                              | الفلبين                       | نيوزيلندا                                              |
| --------------------------------------------------------- | ----------------------------- | ------------------------------------------------------ |
| المساحة (كم2)                                             | 343.45 ألف                    | 268.02 ألف                                             |
| عدد السكان (نسمة)                                         | 104.92 مليون                  | 4.24 مليون                                             |
| الكثافة السكانية (ن./كم²)                                 | 305.49                        | 15.82                                                  |
| العاصمة                                                   | مانيلا                        | ويلينغتون، أوكلاند                                     |
| اللغة الرسمية                                             | اللغة الفلبينية، لغة إنجليزية | لغة إنجليزية، اللغة الماورية، لغة الإشارة النيوزيلندية |
| العملة                                                    | بيسو فلبيني                   | دولار نيوزيلندي، الجنيه النيوزيلندي                    |
| الناتج المحلي الإجمالي (بليون دولار)                      | 313.60 مليار                  | 205.85 مليار                                           |
| الناتج المحلي الإجمالي (تعادل القوة الشرائية) بليون دولار | 743.90 مليار                  |                                                        |
| الناتج المحلي الإجمالي الاسمي للفرد دولار أمريكي          | 2.90 ألف                      |                                                        |
| الناتج المحلي الإجمالي للفرد دولار أمريكي                 | 7.39 ألف                      |                                                        |
| مؤشر التنمية البشرية                                      | 0.668                         | 0.914                                                  |
| رمز المكالمات الدولي                                      | +63                           | +64                                                    |
| رمز الإنترنت                                              | .ph                           | .nz                                                    |
| المنطقة الزمنية                                           | توقيت الفلبين                 | ت ع م+13:00، ت ع م+12:00                               |

## منظمات دولية مشتركة
يشترك البلدان في عضوية مجموعة من المنظمات الدولية، منها:
| علم المنظمة | اسم المنظمة                                      | تاريخ انضمام الفلبين | تاريخ انضمام نيوزيلندا |
| ----------- | ------------------------------------------------ | -------------------- | ---------------------- |
|             | بنك التنمية الآسيوي                              | 1966                 | 1966                   |
|             | وكالة ضمان الاستثمار متعدد الأطراف               | 8 فبراير 1994        | 22 أبريل 2008          |
|             | الأمم المتحدة                                    | 24 أكتوبر 1945       | 24 أكتوبر 1945         |
|             | الفريق المعني برصد الأرض                         | ?                    | ?                      |
|             | منظمة حظر الأسلحة الكيميائية                     | ?                    | ?                      |
|             | سياتو                                            | ?                    | ?                      |
|             | منظمة التجارة العالمية                           | 1995                 | ?                      |
|             | منظمة الشرطة الجنائية الدولية                    | ?                    | ?                      |
|             | مؤسسة التنمية الدولية                            | 28 أكتوبر 1960       | 1 أكتوبر 1974          |
|             | يونسكو                                           | 21 نوفمبر 1946       | 4 نوفمبر 1946          |
|             | الاتحاد البريدي العالمي                          | ?                    | ?                      |
|             | البنك الدولي للإنشاء والتعمير                    | 27 ديسمبر 1945       | 31 أغسطس 1961          |
|             | منتدى آسيان الإقليمي ‏                            | ?                    | ?                      |
|             | المنظمة الهيدروغرافية الدولية                    | ?                    | ?                      |
|             | الاتحاد الدولي للاتصالات                         | 25 مايو 1912         | 3 يونيو 1878           |
|             | مؤسسة التمويل الدولية                            | 12 أغسطس 1957        | 31 أغسطس 1961          |
|             | المركز الدولي لتسوية المنازعات الاستشارية        | 17 ديسمبر 1978       | 2 مايو 1980            |
|             | منتدى التعاون الاقتصادي لدول آسيا والمحيط الهادئ | 6 نوفمبر 1989        | 6 نوفمبر 1989          |

## وصلات خارجية
- موقع وزارة الخارجية الفلبينية
- موقع وزارة الخارجية النيوزيلندية